# Lutte aux Jeux olympiques d'été de 1936
Navigation
Los Angeles 1932 Londres 1948

## Tableau des médailles par nations
| Rang | Nation          | Or | Argent | Bronze | Total |
| ---- | --------------- | -- | ------ | ------ | ----- |
| 1    | Suède           | 4  | 3      | 2      | 9     |
| 2    | Hongrie         | 3  | 0      | 1      | 4     |
| 3    | Finlande        | 2  | 1      | 3      | 6     |
| 4    | Estonie         | 2  | 1      | 2      | 5     |
| 5    | États-Unis      | 1  | 3      | 0      | 4     |
| 5    | Turquie         | 1  | 0      | 1      | 2     |
| 6    | France          | 1  | 0      | 0      | 1     |
| 7    | Allemagne       | 0  | 3      | 4      | 7     |
| 8    | Tchécoslovaquie | 0  | 2      | 0      | 2     |
| 9    | Lettonie        | 0  | 1      | 0      | 1     |
| 11   | Canada          | 0  | 0      | 1      | 1     |

## Tableau des médailles par catégories
| Rang | Pays | Médaille d'or | Médaille d'argent | Médaille de bronze | Total |
| ---- | ---- | ------------- | ----------------- | ------------------ | ----- |

## Lutte Gréco-Romaine

### Poids coq, -56 kg
| Médaille           | Nom            | Pays      |
| ------------------ | -------------- | --------- |
| Médaille d'or      | Márton Lõrincz | Hongrie   |
| Médaille d'argent  | Egon Svensson  | Suède     |
| Médaille de bronze | Jakob Brendel  | Allemagne |

### Poids plume, 56 - 61 kg
| Médaille           | Nom            | Pays     |
| ------------------ | -------------- | -------- |
| Médaille d'or      | Yaşar Erkan    | Turquie  |
| Médaille d'argent  | Aarne Reini    | Finlande |
| Médaille de bronze | Einar Karlsson | Suède    |

### Poids légers, 61 - 66 kg
| Médaille           | Nom           | Pays            |
| ------------------ | ------------- | --------------- |
| Médaille d'or      | Lauri Koskela | Finlande        |
| Médaille d'argent  | Jozef Herda   | Tchécoslovaquie |
| Médaille de bronze | Voldemar Väli | Estonie         |

### Poids mi-moyens, 66 - 72 kg
| Médaille           | Nom             | Pays      |
| ------------------ | --------------- | --------- |
| Médaille d'or      | Rudolf Svedberg | Suède     |
| Médaille d'argent  | Fritz Schäfer   | Allemagne |
| Médaille de bronze | Eino Virtanen   | Finlande  |

### Poids moyens, 72 - 79 kg
| Médaille           | Nom                | Pays      |
| ------------------ | ------------------ | --------- |
| Médaille d'or      | Ivar Johansson     | Suède     |
| Médaille d'argent  | Ludwig Schweickert | Allemagne |
| Médaille de bronze | József Palotás     | Hongrie   |

### Poids mi-lourds, 79 - 87 kg
| Médaille           | Nom            | Pays     |
| ------------------ | -------------- | -------- |
| Médaille d'or      | Axel Cadier    | Suède    |
| Médaille d'argent  | Edvīns Bietags | Lettonie |
| Médaille de bronze | August Neo     | Estonie  |

### Poids lourds, +87 kg
| Médaille           | Nom               | Pays      |
| ------------------ | ----------------- | --------- |
| Médaille d'or      | Kristjan Palusalu | Estonie   |
| Médaille d'argent  | John Nyman        | Suède     |
| Médaille de bronze | Kurt Hornfischer  | Allemagne |

## Lutte libre

### Poids coq, -56 kg
| Médaille           | Nom              | Pays       |
| ------------------ | ---------------- | ---------- |
| Médaille d'or      | Ödön Zombori     | Hongrie    |
| Médaille d'argent  | Ross Flood       | États-Unis |
| Médaille de bronze | Johannes Herbert | Allemagne  |

### Poids plume, 56 - 61 kg
| Médaille           | Nom                | Pays       |
| ------------------ | ------------------ | ---------- |
| Médaille d'or      | Kustaa Pihlajamäki | Finlande   |
| Médaille d'argent  | Francis Millard    | États-Unis |
| Médaille de bronze | Gösta Frändfors    | Suède      |

### Poids légers, 61 - 66 kg
| Médaille           | Nom                  | Pays      |
| ------------------ | -------------------- | --------- |
| Médaille d'or      | Károly Kárpáti       | Hongrie   |
| Médaille d'argent  | Wolfgang Ehrl        | Allemagne |
| Médaille de bronze | Hermanni Pihlajamäki | Finlande  |

### Poids mi-moyens, 66 - 72 kg
| Médaille           | Nom              | Pays       |
| ------------------ | ---------------- | ---------- |
| Médaille d'or      | Frank Lewis      | États-Unis |
| Médaille d'argent  | Thure Andersson  | Suède      |
| Médaille de bronze | Joseph Schleimer | Canada     |

### Poids moyens, 72 - 79 kg
| Médaille           | Nom            | Pays       |
| ------------------ | -------------- | ---------- |
| Médaille d'or      | Emile Poilvé   | France     |
| Médaille d'argent  | Richard Voliva | États-Unis |
| Médaille de bronze | Ahmet Kireççi  | Turquie    |

### Poids mi-lourds, 79 - 87 kg
| Médaille           | Nom           | Pays      |
| ------------------ | ------------- | --------- |
| Médaille d'or      | Knut Fridell  | Suède     |
| Médaille d'argent  | August Neo    | Estonie   |
| Médaille de bronze | Erich Siebert | Allemagne |

### Poids lourds, +87 kg
| Médaille           | Nom               | Pays            |
| ------------------ | ----------------- | --------------- |
| Médaille d'or      | Kristjan Palusalu | Estonie         |
| Médaille d'argent  | Josef Klapuch     | Tchécoslovaquie |
| Médaille de bronze | Hjalmar Nyström   | Finlande        |